# Tren amarillo

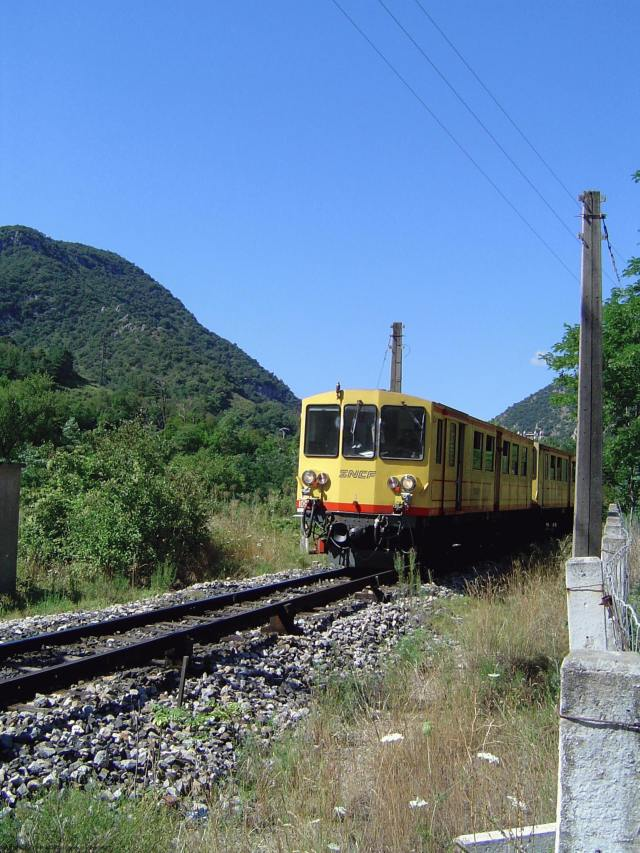
Un automotor Z100 llegando a Villafranca de Conflent. Los automotores Z100, todavía en servicio, son el mismo modelo con que se inauguró la línea en 1910 y coexisten con los nuevos automotores Z150, de fabricación suiza, que entraron en servicio en verano de 2004.

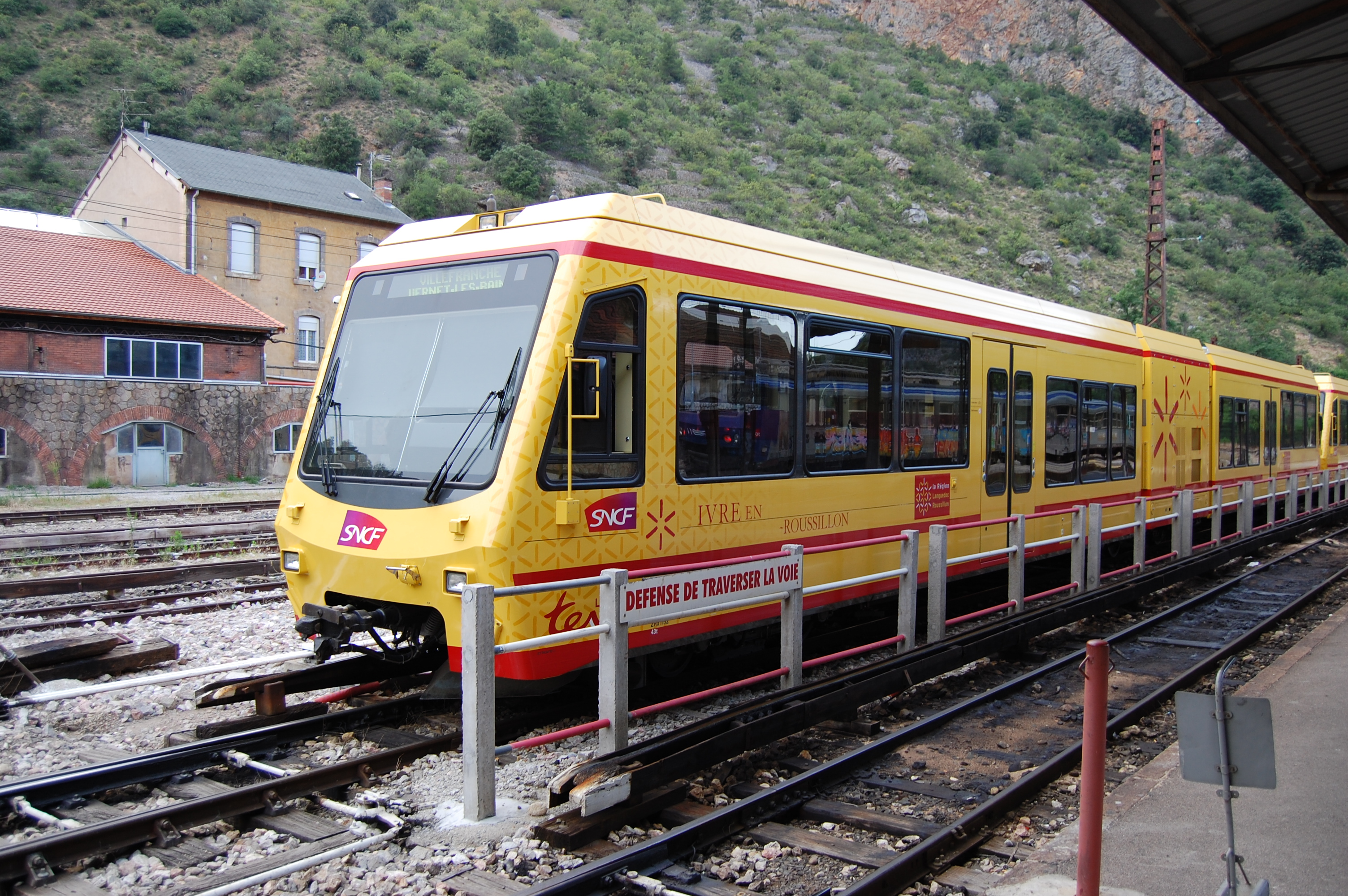
Automotor Z152, construido por Stadler Rail, en la estación de Villafranca.

El tren amarillo, también conocido como Línea de Cerdaña, en catalán Tren Groc, en francés Train Jaune y popularmente, el canario de montaña, por el color de sus vagones, es una línea de ferrocarril de ancho métrico gestionada por la SNCF francesa a través de la marca regional TER Languedoc-Rosellón (en francés TER Languedoc-Roussillon). 
Esta línea conecta las comarcas de la Cerdaña y el Conflent (en el Rosellón) desde Villafranca de Conflent hasta la estación de Latour-de-Carol-Enveitg, siguiendo el curso del río Têt y a través de Font Romeu. En Villafranca conecta con el tren de ancho internacional procedente de Perpiñán y en Latour-de-Carol con el procedente de Toulouse francés y el de ancho ibérico de Renfe Línea R3.

## Historia
El tren se empezó a construir el año 1903 y el año 1910 se inauguró el tramo Villafranca-Mont-Louis. El tramo final se completó en el año 1927 estimulado por la competencia española, que llegaba a la frontera francesa antes que los propios franceses. La línea permitió que la Alta Cerdaña se acercara más a Francia y que se potenciara la estación de esquí de Font Romeu, situada en el punto más alto del recorrido, por encima de la divisoria de aguas entre el Têt y el Segre. Para electrificar la línea, la empresa constructora obtuvo la concesión de aguas del Têt, construyó el pantano de Bouillouses (entre 1904 y 1910) y realizó toda una serie de conductos y de centrales eléctricas, empezando por la central de Cassanya, y luego Olette, Thuès y Fontpédrouse. Son pequeñas centrales que se alimentan de las aguas de alta montaña y que venden el excedente a la red eléctrica francesa. Durante la construcción se levantaron una serie de tallerees a lo largo de la vía y el gran hotel que serviría de núcleo a la urbanización de Font Romeu. En 1909 se produjo un accidente que mató a seis personas y al ingeniero Gisclard, que da nombre al único puente colgante del recorrido, el Pont Gisclard, de 222 m de longitud, sostenido por cables y una luz entre pilares de 156 m, con 80 m de altura sobre el río.
La línea no se renovó hasta los años ochenta del pasado siglo. En los años setenta hubo un intento de cierre, pero una gran movilización ciudadana obligó a mantenerla y a modernizarla. En 1984 se añadió al billete el forfait para disfrutar de la estación de esquí de Font Romeu.

## Características
El tren amarillo tiene un recorrido de 62,5 km y asciende desde los 427 m de Villafranca hasta los 1593 m de la estación de Bolquère Eyne, la más alta de los ferrocarriles franceses, en el collado de la Perxa, divisoria de aguas del Têt-Segre y lugar donde nace el río Têt. Desde aquí, casi exactamente a mitad de recorrido (km 30,214), el tren desciende hasta los 1231 m del municipio francés de Enveitg, donde se encuentra la estación de Latour-de-Carol-Enveitg.

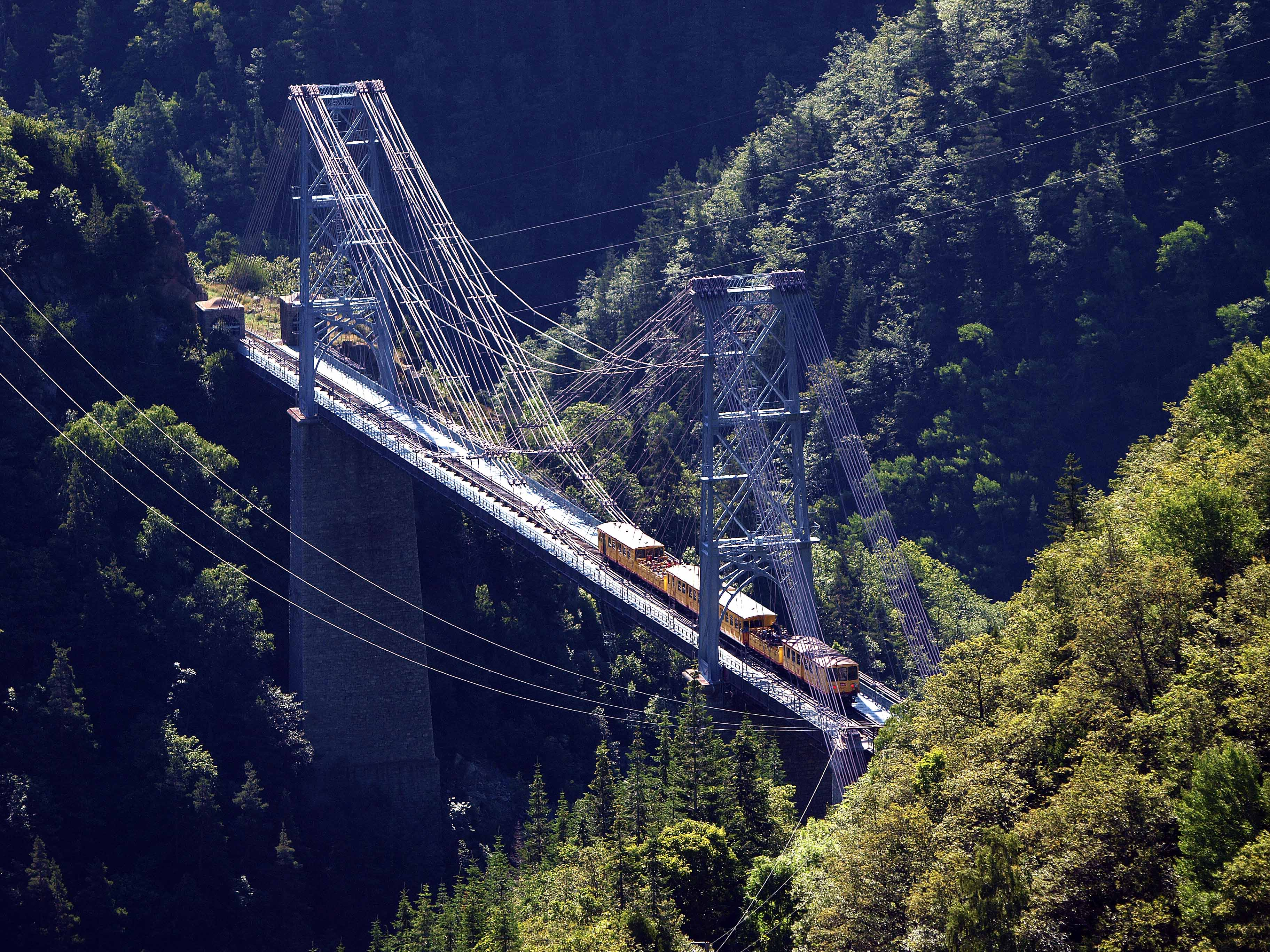
El puente Gisclard, el único puente suspendido ferroviario todavía en servicio en Francia.

El recorrido, que tiene una pendiente del 6 por ciento en su primera mitad, comprende 19 túneles y dos viaductos considerados monumentos históricos, el puente Séjourné y el puente Gisclard. El puente Séjourné es un viaducto de granito de dos niveles, el primero está formado por una sola arcada de forma ojival por encima del Têt, de 30 m de luz y 18 m de altura, con la columna principal del segundo nivel encima de la clave (dovela central del arco); el viaducto tiene 217 m de longitud y una altura sobre el río de 65 m, con una pendiente del 6 por ciento. El puente Gisclard es un puente colgante de hierro y acero de 222 m de longitud, con un sistema de suspensión que evita los efectos de resonancia causados por las vibraciones cuando pasa una carga por encima. El túnel más largo es el túnel de Planés, en el kilómetro 25,379, con 338 m de largo.
Los trenes son eléctricos y se alimentan por una corriente continua de 850 voltios a través de un tercer raíl lateral, lo que ha hecho que popularmente también se le dé el apelativo de matavacas a este recorrido. La electricidad se obtiene de la presa de las Bouillouses y de otras pequeñas centrales eléctricas. Todavía circulan los antiguos trenes Z100 con que se inauguró la línea, en coexistencia con los modernos Z150, también pintados de amarillo. En verano se suele añadir un vagón descubierto a los trenes de cuatro o cinco vagones, cuya velocidad máxima es de 55 km/h.